# پیتر ونزل (وزنه‌بردار)
پیتر ونزل (آلمانی: Peter Wenzel؛ زادهٔ ۱۵ آوریل ۱۹۵۲) وزنه‌بردار اهل آلمان بود.
وی در مسابقات کشوری و بین‌المللی در مجموع برندهٔ ۲ مدال طلا، ۵ مدال نقره، ۶ مدال برنز شده‌است.